# 가덕도
가덕도(加德島)는 부산광역시 강서구 가덕도동의 주도(主島)로, 부산광역시에서 가장 큰 섬이다. 면적은 21.36 km2로 부산 영도의 1.5배이고, 해안선 길이는 36 km이다. 최고봉은 연대봉(烟臺峰)으로 459.4 m이다.
행정동은 가덕도동에 속하며, 법정동은 동선동·성북동·천성동·대항동·눌차동 등 5개가 있다. 현재 가덕도에 영남권 신공항을 건설하는 문제가 제기되고 있다.

## 개요
가덕도는 낙동강 하구 서쪽의 남해 상에 위치하고 있다. 가덕도의 명칭은 예로부터 섬에서 더덕이 많이 난다고해서 붙여진 이름이다. 섬에는 대항마을, 선창마을, 두문마을, 장항마을, 율리마을, 천성마을, 동선마을, 성북마을, 눌차마을이 있으며, 5개의 법정동과 10개의 자연마을이 있다. 거제도와는 약 8 km 떨어져 있는데, 가덕도와 거제도를 잇는 거가대교가 천성마을을 지난다. 이 섬의 북쪽에는 부산신항이 있고, 남쪽은 동남권신공항의 후보지로 거론되고 있다.

## 역사
조선 시대에는 웅천군 관할이었다.
임진왜란 때는 최전방으로 가장 오랫동안 왜군의 지배를 받았다. 17세기 중반에는 가덕도에서 무기 밀매가 이뤄졌다. 특히, 1667년 에도 막부 시절에 이토 코자에몬(伊藤小佐衛門)이라는 상인이 무기를 밀매하다가 적발되어 처형되는 사건이 있었다. 에도 막부의 항의를 무마하기 위해 조선은 왜관을 두모포(현재의 수정시장)에서 초량으로 옮겨줬다.
1904년에는 일본 제국이 러일전쟁 수행을 위해 가덕도 남단 외양포 주민을 쫓아내고 진해만 요새 사령부를 이전시켰다. 외양포 주민들은 해방 후에 다시 돌아왔지만, 현재에도 일본제국군 막사와 포대가 남아있다.
1914년부터 1988년까지 창원군(의창군) 관할이었으며, 1989년 1월 1일에 천가면이 부산직할시에 편입되면서 신설된 강서구에 속하게 되었다.

## 문화재
부산신항 남컨테이너부두가 있는 성북동에는 부산광역시기념물 제35호 지정된 가덕도 척화비가 있고, 섬 동북쪽에 연결된 눌차동에는 눌차왜성이 있다.

## 교통

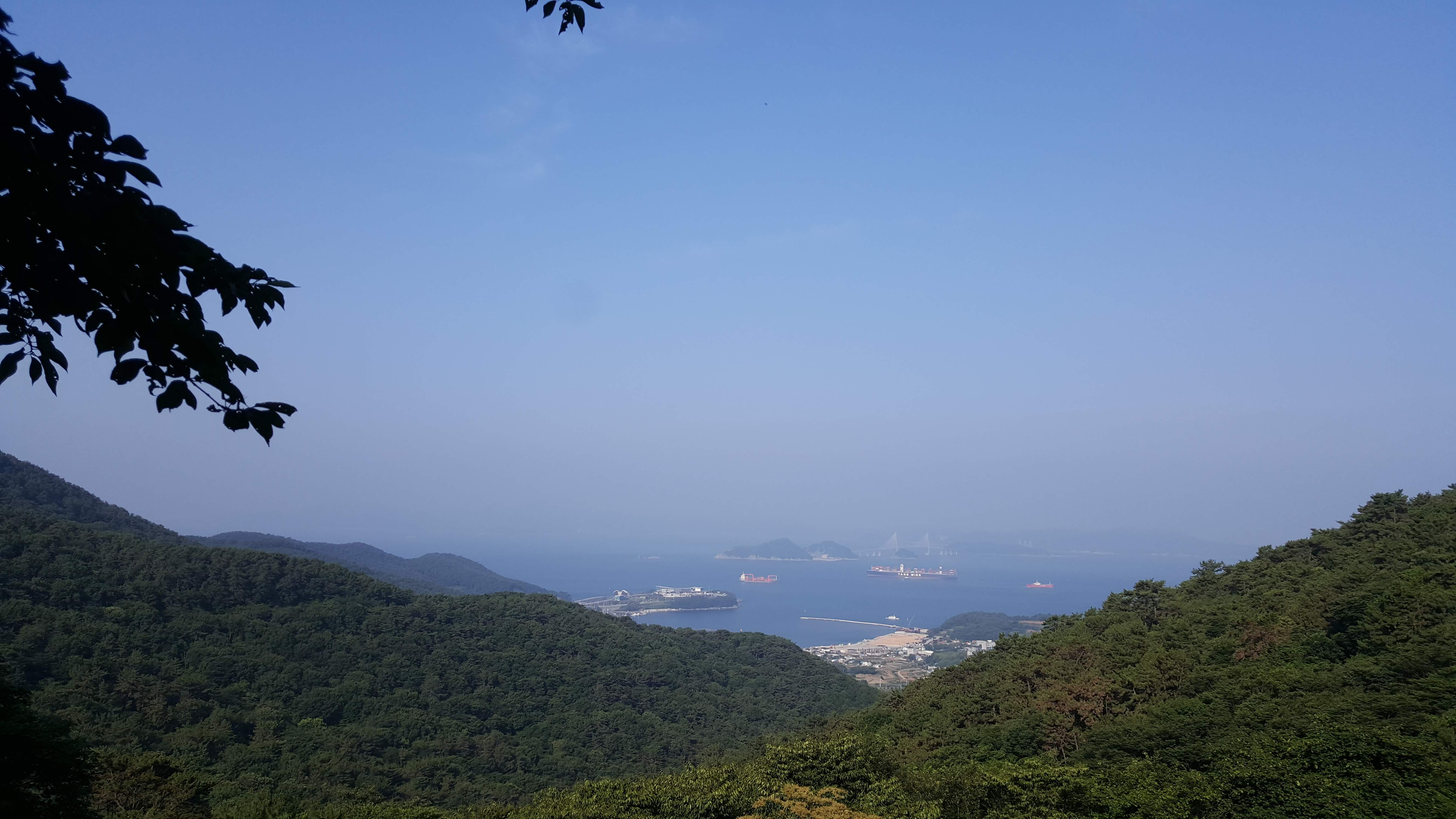
가덕도에서 바라본 거가대교의 모습.

오랫동안 외부와의 교통을 배에 의존하였으나 부산신항이 개발되면서 육지와 연결되었다. 이후 가덕대교와 거가대교가 차례로 완공되어 육지 및 거제시(거제도)와의 육로교통이 편리해졌다.

## 관광지

### 연대봉
연대봉(煙臺峰)은 459.4 m의 봉우리로 서쪽 애안가에 천성동과 천성선착장이 있고, 이 연대봉과 천성동 사이로 거가대교와 연결되는 거가대로가 지나간다. 가덕도 둘레길과 연결된 가덕도 등산로가 연대봉 정상까지 연결되어 있다. 연대봉 정상에는 봉수대가 있는데, 고려 의종 때를 전후하여 만들어졌을 것으로 추정된다. 1996년 강서구에서 다시 복원했다. 위치로 보아 일본의 대마도와 가장 가까운 해안 봉수대이고, 동래직봉 소속의 연봉대로 서쪽으로는 웅천의 시화랑 봉수대와 연결되어 진해, 창원, 창녕, 성주, 칠곡, 김천, 상주, 문경을 거쳐 충주에 이른다. 복쪽으로는 녹산동의 성화 예산 봉수대에 연결되어 김해 분산성과 진영, 수산, 밀양, 청도, 경산, 대구를 거처서 연천의 성황당 봉수대에 닿게 된다. 동으로는 다대포의 응봉 봉수대와 교신을 하는 중요한 역할을 담당하였다.

### 대항어촌체험마을
대항마을에서는 후릿그물체험, 선상낚시, 홍합따기, 어선타기 등을 할 수 있다.

### 동백군락지
부산광역시 기념물 제36호로 가덕도 남단 동쪽 해안절벽 위에 24m2에 동백나무가 수만 그루 자생한다. 150년이 넘은 나무도 2,500여 그루가 있다. 1월 중순부터 4월 중순까지 꽃을 피워 절경을 이룬다. 가덕도의 야생동백은 잎은 유난히 윤기가 많고, 작은 꽃의 모양새는 야무지고 색깔이 선명한 것이 특징이다.

### 가덕등대
부산광역시 유형문화재 제50호로 근대 서구 건축의 양식으로 지어진 건축물로 당시 건립된 등대들 중에 비교적 훼손이 덜되어 원형을 간직하고 있다.

## 같이 보기
- 가덕대교
- 영남권 신공항
- 가덕도 종합개발 사업
- 거가대교
- 부산광역시도 제17호선
- 천성항 - 국가어항
- 대항새바지항 - 어촌정주어항